# Gjögurtá (udde i Island, Norðurland eystra)
Gjögurtá är en udde i republiken Island. Den ligger i regionen Norðurland eystra, 280 km nordost om huvudstaden Reykjavík.
Trakten runt Gjögurtá är nära nog obefolkad, med mindre än två invånare per kvadratkilometer. Det finns inga samhällen i närheten.